# Crematogaster millardi
Crematogaster millardi är en myrart som beskrevs av Auguste-Henri Forel 1902. Crematogaster millardi ingår i släktet Crematogaster och familjen myror. Inga underarter finns listade i Catalogue of Life.